# 快子

由於快子比光速快，我們無法觀測。如果有個快子在附近通過，我們會看到兩條軌跡，出現的軌跡及反向離去的軌跡。震波的黑線是契忍可夫輻射，只在一瞬间出現。這種雙重圖像效果最為顯著的情况是当觀察員坐落在超光速對象（在這個例子中为一个球，顯示為灰色）的轨迹上时。右侧藍形狀是藍移多普勒光到達觀察者产生的（觀察者位於黑色切倫科夫線中心处），这光线在球体到达观察者之后才能被观察到。左邊的紅色形象由紅移光形成，这些光线是球体离开后向观察者发出的。因為對象在光到達之前到达，观察者直到球体经过才能够观察到，此后，在观察者看来，球体的影像分解成为两个——到达的影像（左侧）和离开的影像（右侧）。

快子也称为快子、速子，是一种理论上预测的超光速次原子粒子。这种由相对论衍生出的假想粒子，总是以超过光速的速度在运动。快子与一般物质（相应称为慢子（tardyon））的相互作用可能不明显，所以即使其存在也不一定能侦测得到。在狭义相对论中，快子具有类空的四维动量和虚的原时，并被限定在能量-动量图中的类空区间部分。因此，它无法降低速度至亚光速状态。

## 历史
德国物理学家阿诺·索末菲首先提出“快子”的概念，印度裔美籍物理学家乔治·苏达珊、比拉纽克（Bilaniuk）、德什潘德（Vijay Deshpande）及傑拉爾德·范伯格(Tachyon這個詞彙的創造者)等一批學者大幅度地強化了理論架構的研究深度。
如果快子是傳統上可以進入局部參考系當中的粒子，並且可以用超過光速來携帶信息，這將會導致狹義相對論的因果律被破壞。但是，在量子場論當中，快子的存在仅仅標誌著系統的不穩定，而非實際存在超光速粒子；而這種不穩定的性質，由快子凝聚或是快子場論来描述。快子場論在許多的理論性論文當中出現，例如二十六維的玻色弦理論。目前對這種粒子的概念理解为：快子很難穩定到可以實際存在的程度。根據此理論，使用快子進行超光速信息傳送違反因果律，因此不可能实现。
傳統的慢於光速的粒子，在討論快子的文章當中，經常被稱為慢子（bradyons或tardyons）。
儘管理論的爭議強烈質疑快子的存在，對快子假說的實驗依然進行，不過，目前為止，沒有任何有力實驗數據證實快子存在。

## 特徵
從狹義相對論動力學的角度來看，快子是一個具有類空四維動量的粒子，如果這種粒子真實存在將會對現代物理提出很多奇妙的問題。

### 質量
有兩種類同的方法來處理其動能：
- 使用處理正常慢子（bradyons）相同的方程來處理快子。特別是有關於其能量-動量關係式（英语：Energy-momentum relation）：

{\displaystyle E^{2}=p^{2}c^{2}+m^{2}c^{4}\;}
此處p是慢速粒子的相對論性動量，而m是其靜止質量，整個方程是粒子的總能量：
{\displaystyle E={\frac {mc^{2}}{\sqrt {1-{\frac {v^{2}}{c^{2}}}}}}}
此方程則是表達包含了靜止質量的粒子的總能量（不論是慢子或是快子）及其動能。
當v大於c的時候，因為平方根裡面的值是負數，所以分母會有虛數。由於總能量必須是实數，因此分子也必須是虛數（亦即靜止質量m必須是虛數）。
在量子場論當中，虛質量將會導致快子凝聚。
- 對質量的域做簡單的替代會導致對快子具有實際的質量。定義m = iz（{\displaystyle i^{2}=-1}），我們會得到愛因斯坦的能量-動量關係式：

{\displaystyle E^{2}+z^{2}c^{4}=p^{2}c^{2}\;}
用這個方式能量公式將會變成：
{\displaystyle E={\frac {zc^{2}}{\sqrt {{\frac {v^{2}}{c^{2}}}-1}}}}
而我們將可以避免任何的虛質量產生，透過這種方式避開問題，恰好解釋了複數值質量在理論物理上的含義。
兩種數學方法在理論物理上具有同等的結果。

### 速度
快子一個很有意思的效應，與正常粒子不同之處，快子速度增加，其能量減少，零能量時速度無限。（對正常的慢子而言，能量增加速度則增加）。因此，一如慢子被限制在光速屏蔽內一樣，快子亦不能慢到光速，因為要加入幾乎無限的能量才能使快子慢到光速。
正如Gregory Benford等人所述，狹義相對論暗示快子可以用於聯繫過去的時間（見快子電話）。而時間旅行是被認為無法實體達成的，快子被物理學家認為要麼不存在，要麼因為類時與類空區的區別，而無法與正常物質進行交互作用。

### 契伦可夫輻射
如果電磁輻射機制有效，并假設快子具有電荷，那麼，一如一般低於光速的帶電荷粒子於介質上運動的效應一樣，帶電荷的快子將會透過契忍可夫輻射的形式失去能量。不過，理論上，快子并沒有一定需要帶有電荷。帶電快子在真空中等加速運動，其時空世界線則形成雙曲線。不過，就如我們所見的，降低能量會加快速度，因此，單一雙曲線會形成兩個帶相反電荷的快子，具備相反的動量，被加速到無限速度時，會在同一個地點碰撞並且同步被湮滅。(無限速度時兩個快子不具能量，因此湮滅過程中守恆律沒有被違反。湮滅的時間是具有參考系相依性的。)就算無電荷的快子也會透過重力契忍可夫輻射而損失質量，因為快子有質量，因而導致快子被加速，最後必然性地被湮滅。

### 量子場論
對快子的量子化表明，快子必須是符合費米·狄拉克統計的自旋狀態粒子。亦即，快子是張量費米子，這種組合對一般正常粒子而言，是不會發生的，它們必須成對的生成及湮滅。

#### 因果律
因果律是理論物理及量子場論的基礎原理。如果快子可以用於傳送信息速度高於光速，則根據相對論這將會違反因果律，例如著名的「快子電話悖論」。這可以用相對論的同時性來理解，在某些狀況底下，慣性參考系會不管兩個在不同地點發生的事件是否是同時，當時空交叉時，因為兩個事件是在類空區作用，因而沒有未來或過去的差別。
如果其中一個事件表示為從某地發送信號，另一個事件是從另外一個地點接收信號，如果信號傳送的速度都是以光速或是慢於光速進行，同時性的數學將會保證發送信號的事件永遠在接收信號的事件之前。不過，如果一個超光速信號發送出去，則會一直維持信號接收在發送之前，這樣子等於信號在時間穿梭回去。而相對論的基本假說之一認為，物理定律在所有的慣性參考系當中都會以相同方式運作，那麼如果將信號傳送到過去可行，則在任何慣性參考系當中都是的可行的。這意味著如果有個觀測者A發送信號給觀測者B，在A的參考系當中以超過光速移動，在B的參考系當中則於時間上倒退。然後，B發送一個回應信號，在B的參考系當中以超光速移動，而在A的參考系當中則於時間上倒退，這樣會導致A接收信號比他原始發出的信號要早。如此，在所有的參考系上面，均違反因果律。數學的細節可以在快子電話文章中找到。
有爭議使用范伯格反解原理來避免上述的快子回到過去的信息悖論，范伯格反解原理陳述負能量的快子被送回過去試圖違反因果律可以被反解譯為正能量的快子在時間方向上前進。這是因為觀測者無法分辨快子的吸收及發射（absorption and emission）。對快子而言，吸收與發射的過程并無差別，因為永遠都存在低於光速的偏移，導致快子的時空世界線被改變，這對慢子（bradyon）或無質量慢子（luxons）來說，是不成立的。從未來試圖要去偵測快子（并導致違反因果律）將會導致產生相同的快子，並且將它向時間前進的方向送出（因而使因果律正確）。范伯格反解原理實際上有相當大的爭議性。
事實上，量子場論也爭議，就算是快子真的存在，快子也無法攜帶信息來以超過光速傳送信息，不論是快子量子場的微擾無法進行快於光速的傳播，或是快子根本就無法參與局部參考系。進行超光速信息傳播既然是不可能的，從根本上就避免回到過去的信息傳播佯謬。
在廣義相對論當中，對遠處的觀察者，建立粒子可以超過光速的時空是可行的。其中一個範例是阿爾庫維耶雷度量，另一個是虫洞及遍歷虫洞。不過，這些都不是快子運動的內涵，因為這些本地的參考系都沒有超過光速。

#### 快子凝聚
在量子場論當中，快子是一個具有虚数质量的量子場，通常是個張量場論，並且用於解釋自發對稱性破缺機制：這種場的存在暗示著場真空能的不穩定。該場域處於局部潛在能量最大值，有如一顆球擺在山頂尖上，任何的輕微搖晃（量子微擾）都會導致這個場以指數成長的振幅向下震盪：這將會導致快子凝聚。要了解到一旦快子場域達到其最小平衡能量，其量子態則不再是個快子，而是個正常的正數質量粒子，例如希格氏玻色子。
技術上而言，質量平方是有效勢能的二次微分，而一次微分的值是零。所以，快子場的二次微分是負值，含意是有效勢能處於一個區域最大值，而非區域最小值。因此，這種狀態是不穩定的，而這樣的場會向下滾動到另外一個區域最小值，而其量子態將會有一個非負值的質量，也就因而變成不是一個快子。
由於快子質量平方為負值，其具有虛質量的特性。就一般的規則來處理，可以解譯為具有複數質量的特徵，實質量的部分與正常無異，虛質量的部份可以成為decay rate的自然單位.
不過，在量子場論當中，一個粒子（單粒子態）被定義為在時間上具備有一個常數的狀態，也就是量子力學的哈密爾頓特徵值。不穩定粒子是一種僅於某段時間內接近常數的狀態。不過，其存在時間長到足夠被偵測到。這意味著如果其質量使用複數來描述，實數的部分必須大於虛數的部分。如果兩個部分都是相同的數值，這就變成在散射過程當中發生共鳴，而非是個粒子。因為這樣就會變成沒有足夠時間來測量其散射過程。在快子的例子當中，虛質量的部位遠遠大於實質量的部位，也就因此在量子力學當中，快子不能被視為是一種粒子。
需要強調的一項重點，在快子量子場論中，場的操作子都是類空，離散點之間依然是聯絡（或反聯絡），也因此，因果律依然是成立的。因此，信息的傳遞從來無法超過光速。
快子場論的範例是所有的自發對稱性破缺事件。在凝聚体物理学當中一個很著名的例子是鐵磁性，在粒子物理當中最著名的例子就是標準模型當中的希格氏機制。

## 弦理論當中的快子
在弦理論當中，快子的解譯跟量子場論相同。不過，弦理論可以從根本原理上解釋并描述快子場論物理，並且對其場的作用進行預測。
快子場論在弦理論當中有許多種版本，分別表達不同維度下的弦作用。一般而言，弦理論認為，所有的粒子，包含了電子、光子、重子等等，都是在基底層次的弦震動的一種狀態。粒子的質量可由開弦震動時而引帶出質量，簡單說，質量之生成是由於弦的音符所造成的。快子經常性地出現在可被允許的弦狀態當中，有些狀態則具有虛質量。如果快子出現在弦物理的開弦震動狀態下，這標誌著所附著的底層弦系統機制處於一個不穩定狀態。這樣的系統將會衰減成為閉弦狀態或是穩定的D-膜。如果，快子處於閉弦震動模式，這表示時空結構本身處於不穩定狀態，一般而言，不確定它會向哪一個方向轉變，中子星超弦物理學認為閉弦快子衰變會產生導致中子星星爆的成因，也就是產生微型虫洞、Q-Ball、B-Ball及嬰兒黑洞。不過，如果閉弦快子處於奇點周圍，它將會把奇點給消解掉。
弦理論當中的快子凝聚作用，可以使得高維時空降低為低維時空，從而使得弦理論對許多現有的物理理論可以進行預測。

## 娛樂：科幻作品當中的快子
快子在許多科幻作品當中出現。它被科幻作品的作者用於做為一個建立超光速通訊的備用機能，不論是否其違反因果律。快子這個詞彙變成科幻泡沫劇的一個成分，不論實際內容是否大部分描寫與科技發展有關的主題。
在近期（2010年）的美國電視劇當中，的主題就是因為高能加速器對快子的實驗，無預警的快子閉弦震動波的影響，導致全球所有的人都受到影響（blackout），全球的人都停止活動兩分十七秒，活動停頓導致災難，因而使得數千萬人死亡，並且全球的人看到未來六個月後的事件發生影像（flash forward）。該科幻劇所使用的快子弦理論原理即為「快子電話」及「快子閉弦凝聚」。

## 對照與參考
1. ↑  音/ˈtæki.ɒn/，来自希腊语ταχυόνιον（takhyónion），源自ταχύς（takhýs），意為快、迅速
2. ↑  Bilaniuk, Olexa-Myron P.; 乔治·苏达珊. . Physics Today. May 1969, 22 (5): 43–51. doi:10.1063/1.3035574.
3. 1 2  Bilaniuk, Olexa-Myron P.; Deshpande, Vijay K.; Sudarshan, E. C. George. . American Journal of Physics. 1962, 30: 718ff. doi:10.1119/1.1941773.
4. 1 2 3  Feinberg, Gerald. . Physical Review. 1967, 159: 1089–1105. doi:10.1103/PhysRev.159.1089.
5. 1 2 3  Peskin, Michael E.; and Schroeder, Daniel V. (1995) An Introduction to Quantum Field Theory, Perseus books publishing.
6. ↑  G. A. Benford, D. L. Book, and W. A. Newcomb, "The Tachyonic Antitelephone," Physical Review, part D 2 263, DOI: 10.1103, July 15, 1970, pp. 263-265
7. ↑  .   [2011-09-23]. （原始内容存档于2007-12-18）.
8. ↑  Grøn, Øyvind; Sigbjørn Hervik. . Springer. 2007: 39]. ISBN 978-0387691992.
9. 1 2  Jarrell, Mark.  (PDF): 7–11.   [2006-10-27]. （原始内容 (PDF)存档于2006-09-13）.
10. ↑  Chase, Scott I. . March  [2009-12-03]. （原始内容存档于2020-11-25）.
11. ↑  Sen, Ashoke. . JHEP. 1998, 08: 012. doi:10.1088/1126-6708/1998/08/012.

## 外部連結
- 超光速（FTL）FAQ（from the Internet Archive）
- "Tachyon" （页面存档备份，存于） from Eric Weisstein's World of Physics
- Tachyon （页面存档备份，存于） entry from the Physics FAQ